# Mitología celta

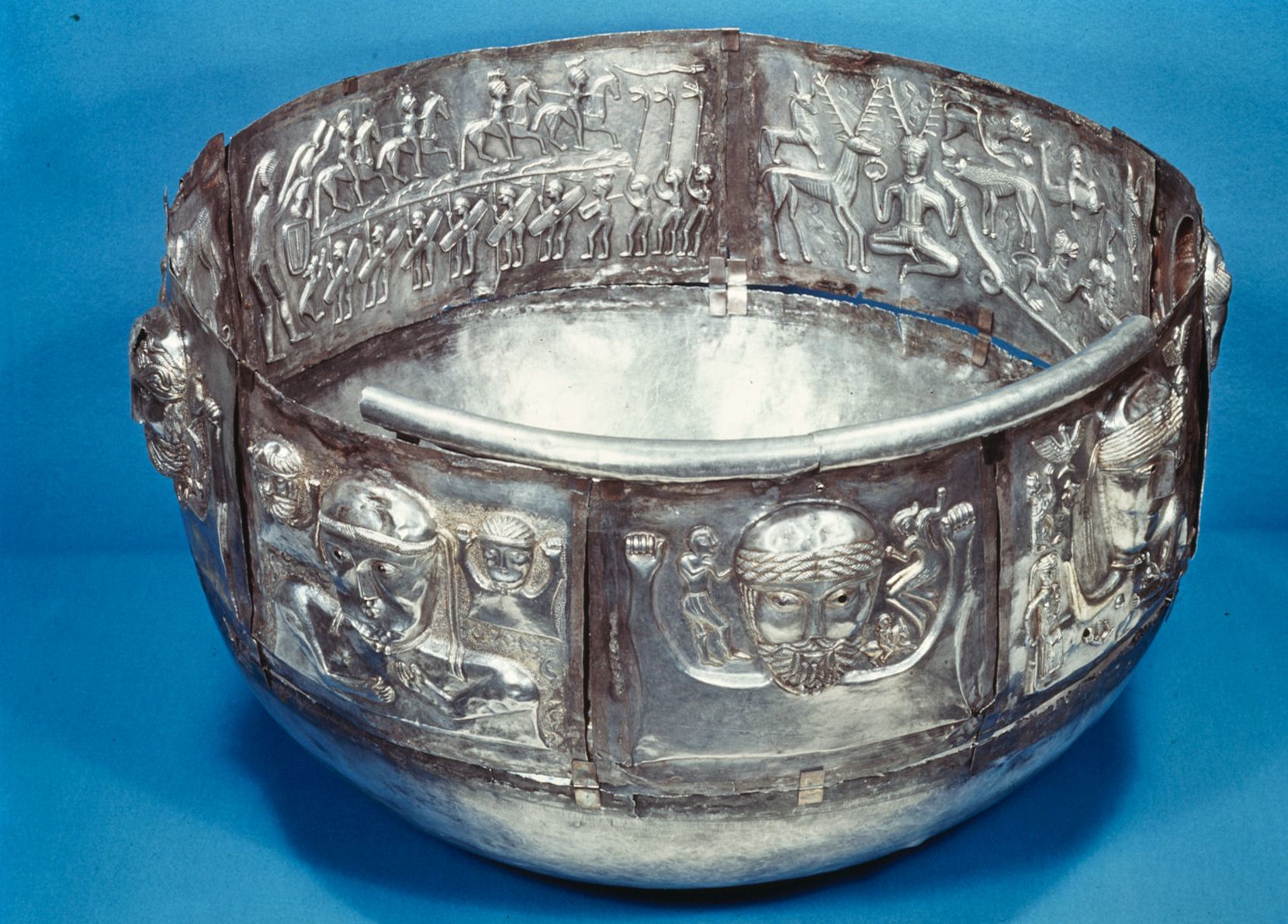
El caldero de plata Gundestrup, en Dinamarca, mostrando inscripciones de la mitología celta.

La mitología celta es conocida por una serie de relatos de la religión de los celtas durante la Edad del Hierro. Al igual que otras culturas indoeuropeas durante este periodo, los primeros celtas mantuvieron una mitología politeísta y una estructura religiosa. Entre el pueblo celta hubo algunas tribus en estrecho contacto con Roma, como los galos y los celtíberos. Esta mitología no sobrevivió al Imperio romano, debido a su subsecuente conversión al cristianismo y a la pérdida de sus idiomas originales. Aunque irónicamente fue a través de fuentes romanas y cristianas, contemporáneas, que se conocen detalles sobre sus creencias.
En contraste, la comunidad celta que mantuvo sus identidades políticas o lingüísticas (tales como las tribus de escotos y bretones de las islas británicas) transmitió por lo menos vestigios remanentes de las mitologías de la Edad de Hierro, las cuales fueron registradas a menudo en forma escrita durante la Edad Media.

## Fuentes históricas

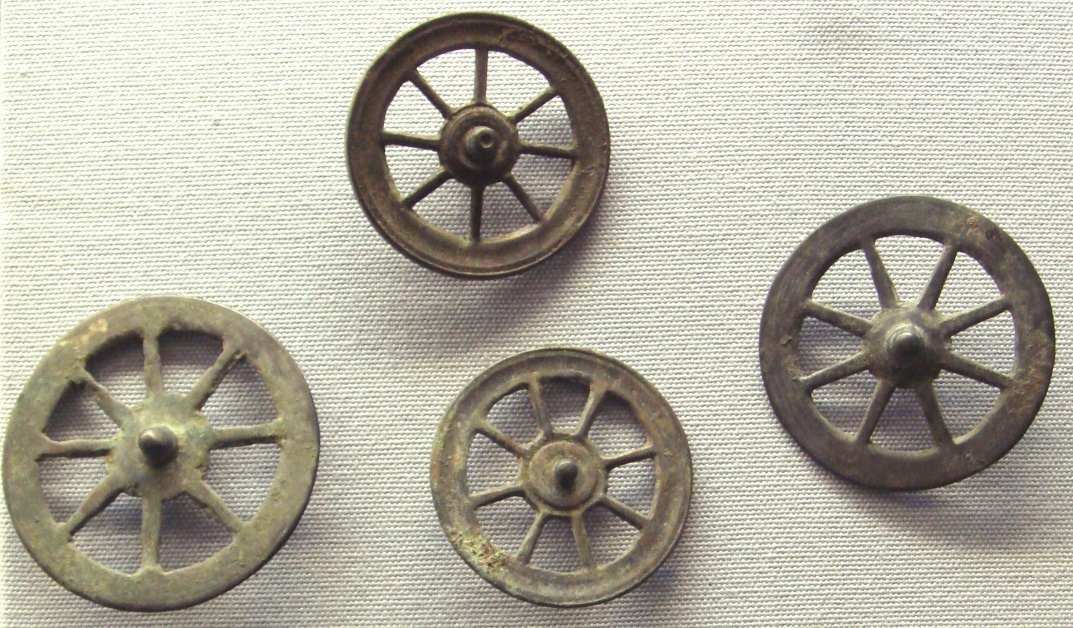
Antiguos carros de cuatro ruedas, Ruedas antiguas, Arte celta, Colecciones del Museo de Arqueología Nacional (Saint-Germain-en-Laye), Rouelle

#### Mórrigan

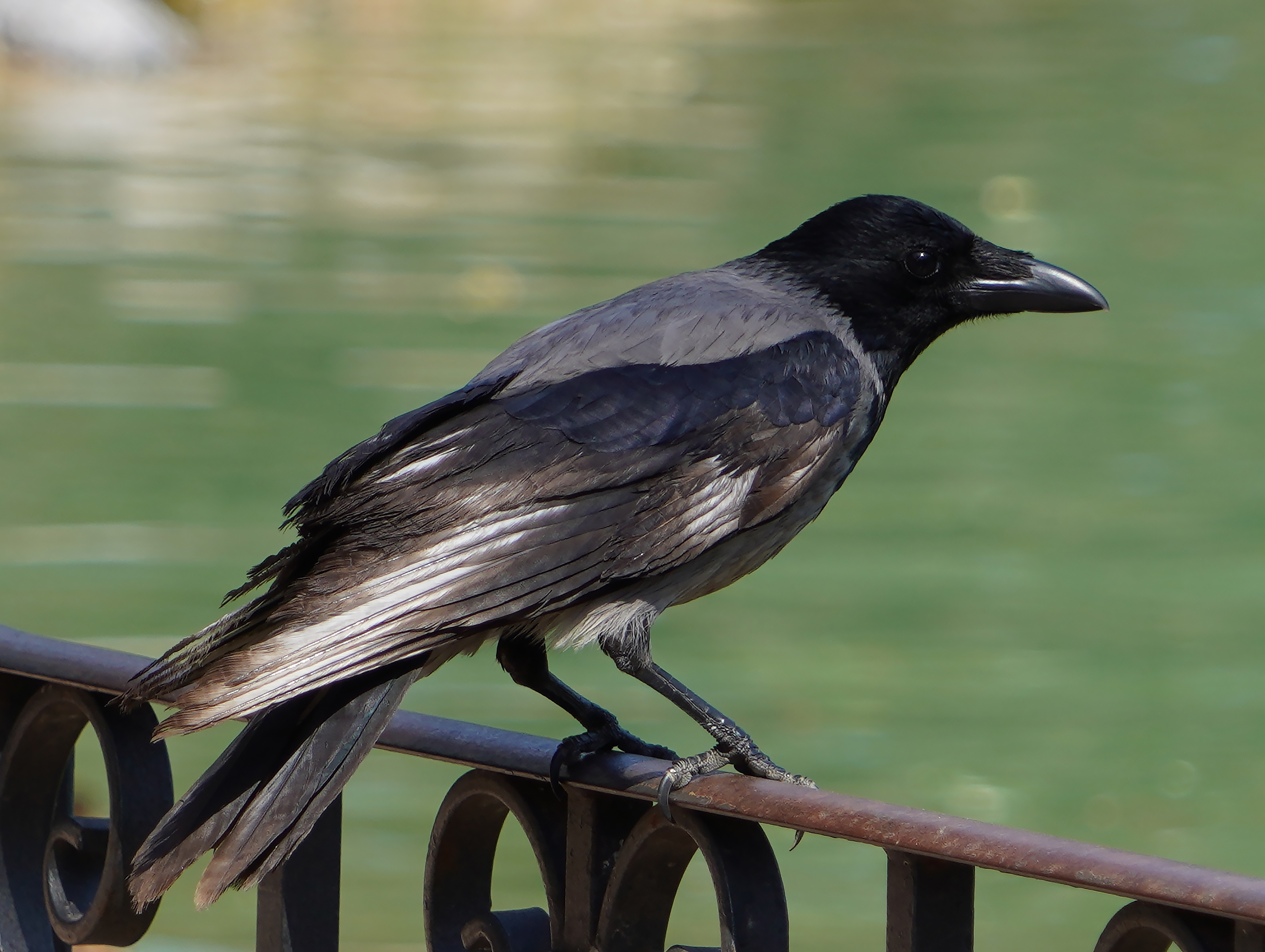
Babd es representada como la Corneja gris.

#### Lúgh/Lug

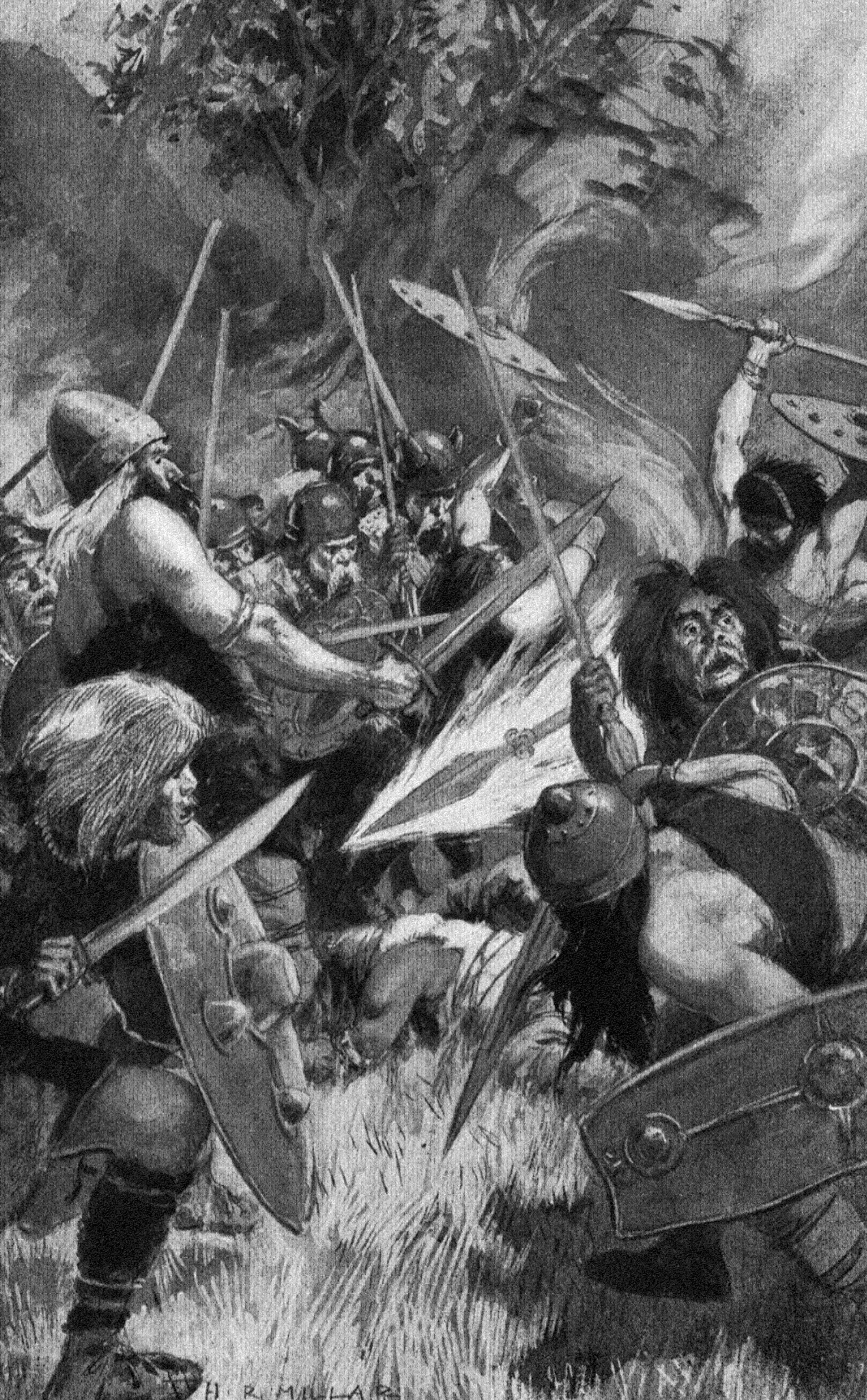
La lanza de Lug por H. R. Millar, 1905.

#### Otros

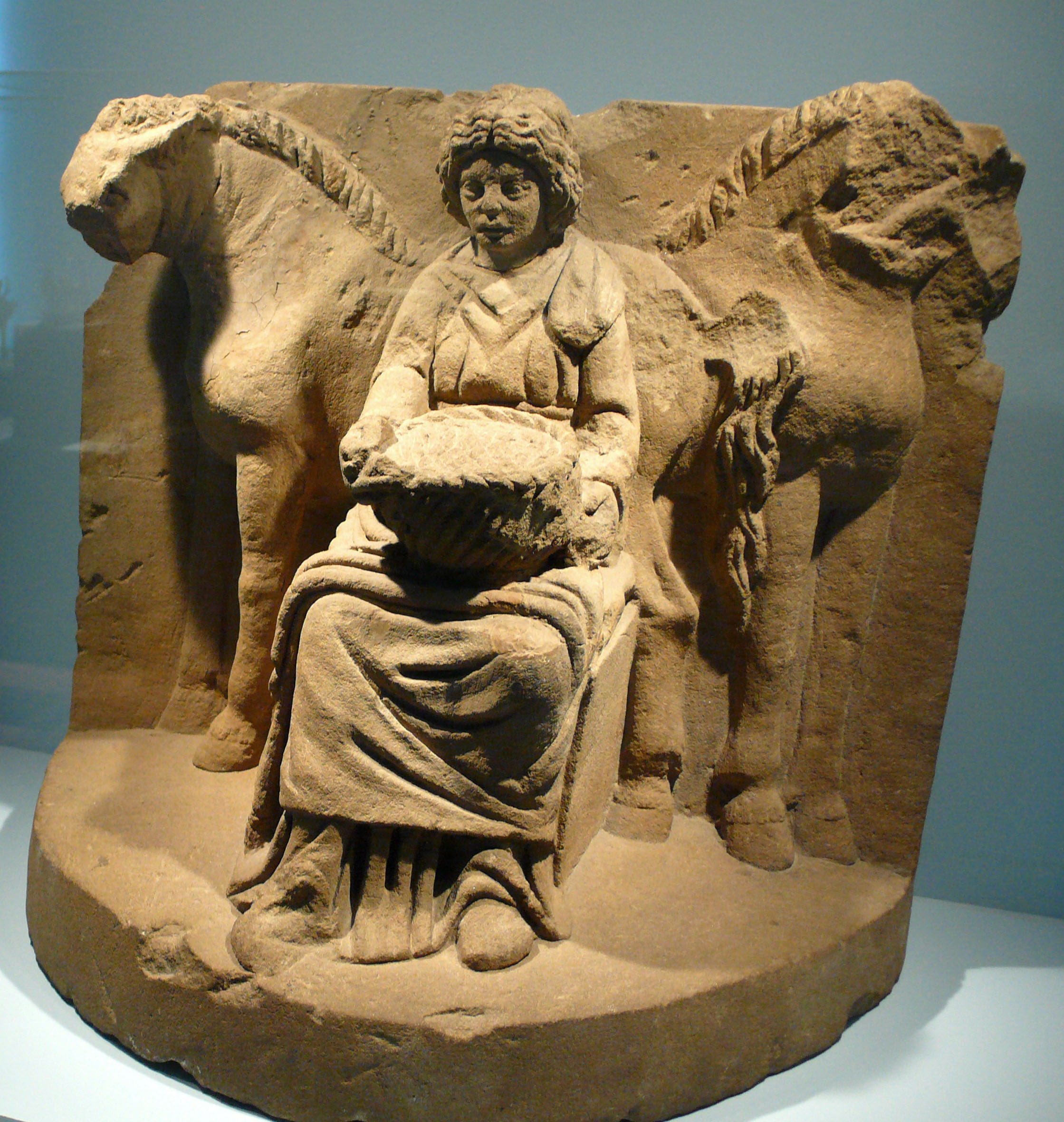
La diosa Epona representada junto a los caballos.

### Cuchulain

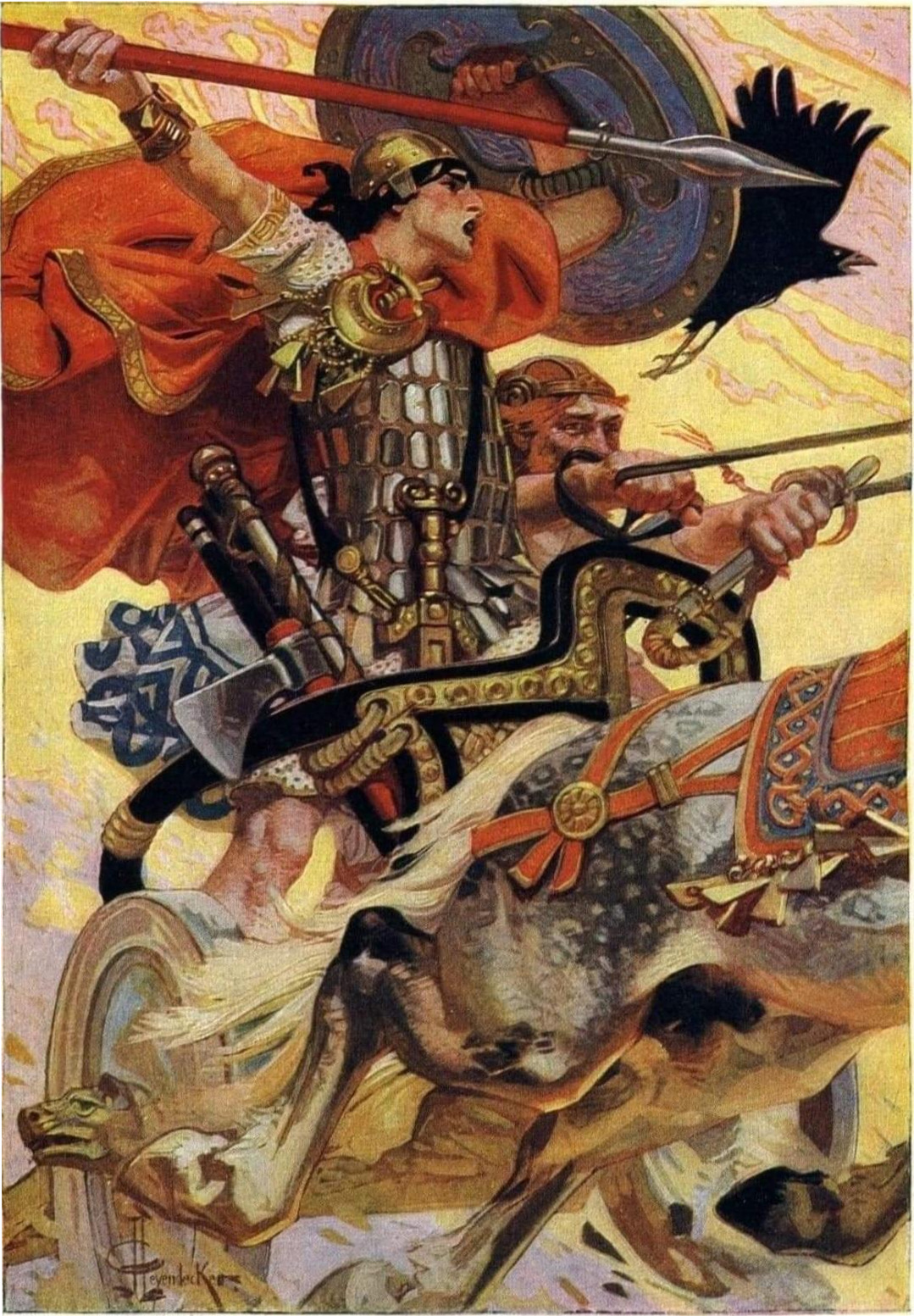
Cuchulain y su carro en batalla.

### Arturo o Artús

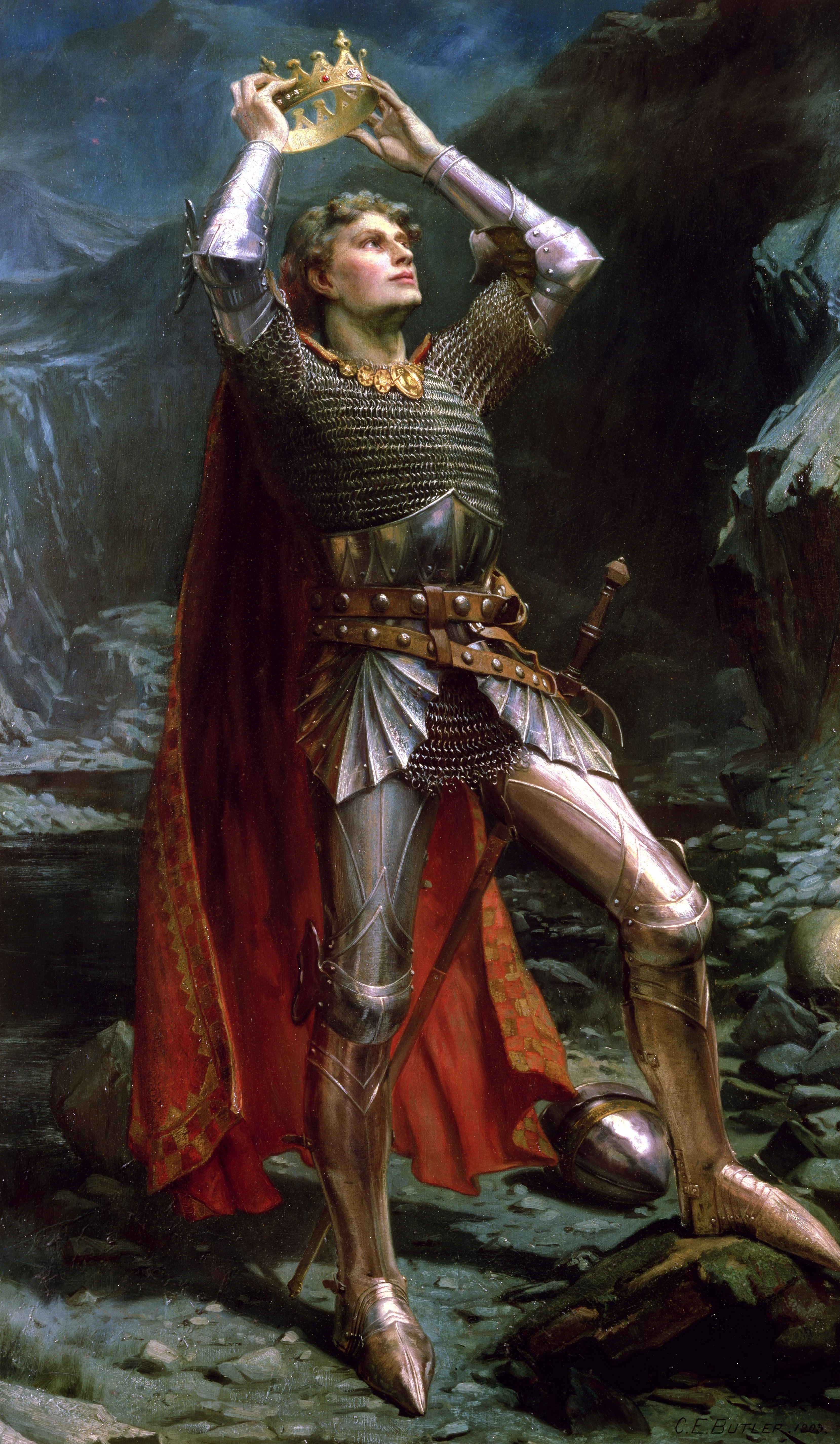
El Rey Arturo por Charles Ernest Butler.

### Merlín

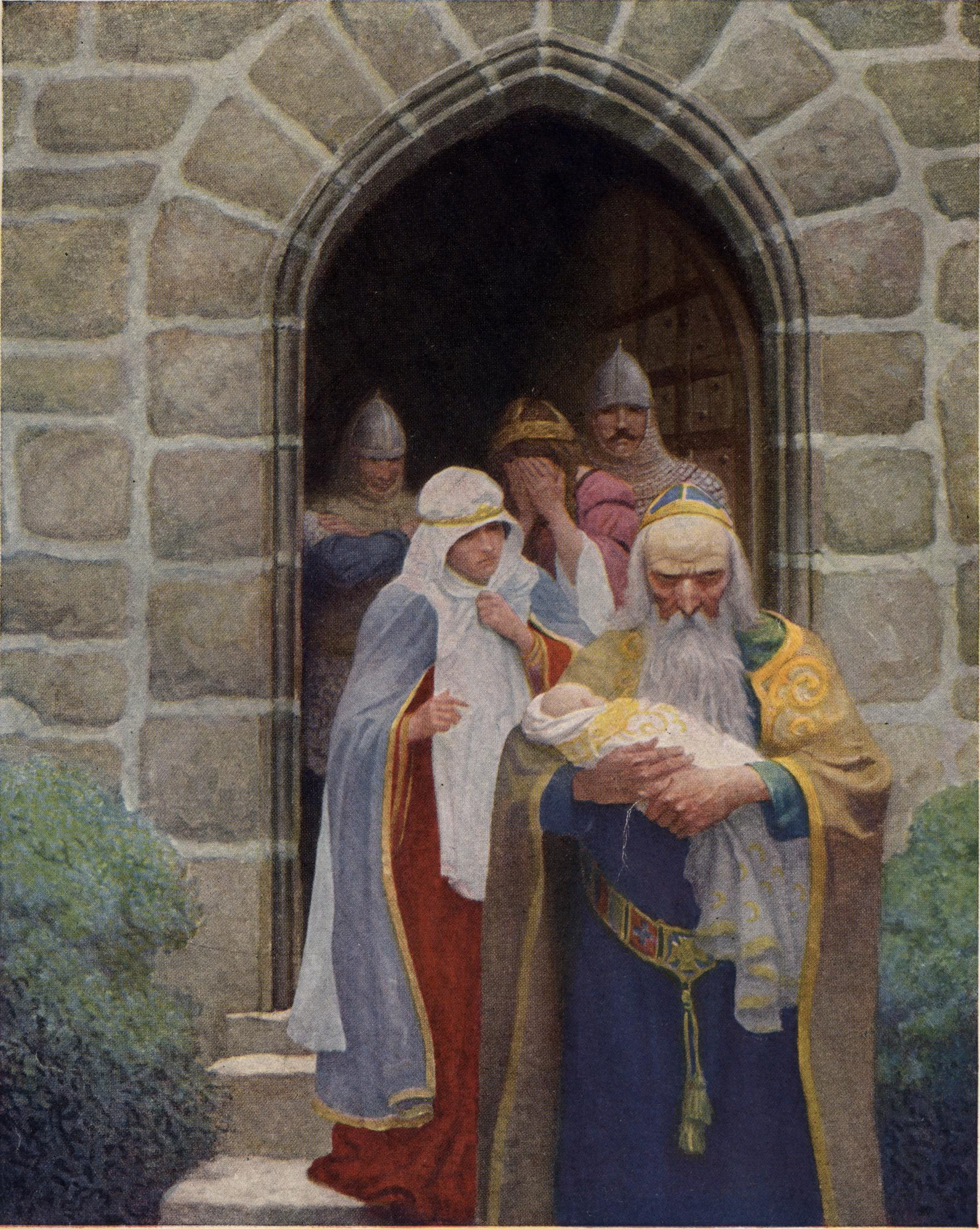
Merlín llevándose a Arturo, tal como le hizo prometer al rey Uther.